# Joppidium densum
Joppidium densum är en stekelart som beskrevs av Henry Keith Townes, Jr. 1962. Joppidium densum ingår i släktet Joppidium och familjen brokparasitsteklar. Inga underarter finns listade i Catalogue of Life.